# منقارماهی‌سانان
منقارماهی‌سانان (نام علمی: Beloniformes) نام یک راسته از رده پرتوبالگان است.